# Howden Reservoir
Howden Reservoir är en reservoar i Storbritannien.   Den ligger i riksdelen England, i den centrala delen av landet, 240 km nordväst om huvudstaden London. Howden Reservoir ligger 270 meter över havet.  Trakten runt Howden Reservoir består i huvudsak av gräsmarker.